# Vieremä
Vieremä este o comună din Finlanda.